# Arnold Robin
Arnold Robin, né le 7 octobre 1984 au Mans, est un pilote automobile français. Il participe à des courses de voiture de Grand tourisme dans des championnats tels que le Championnat du monde d'endurance FIA, l'European Le Mans Series et la Michelin Le Mans Cup.
Arnold Robin a remporté le titre « pilotes » GT3 du championnat Michelin Le Mans Cup durant la saison 2023.

## Carrière

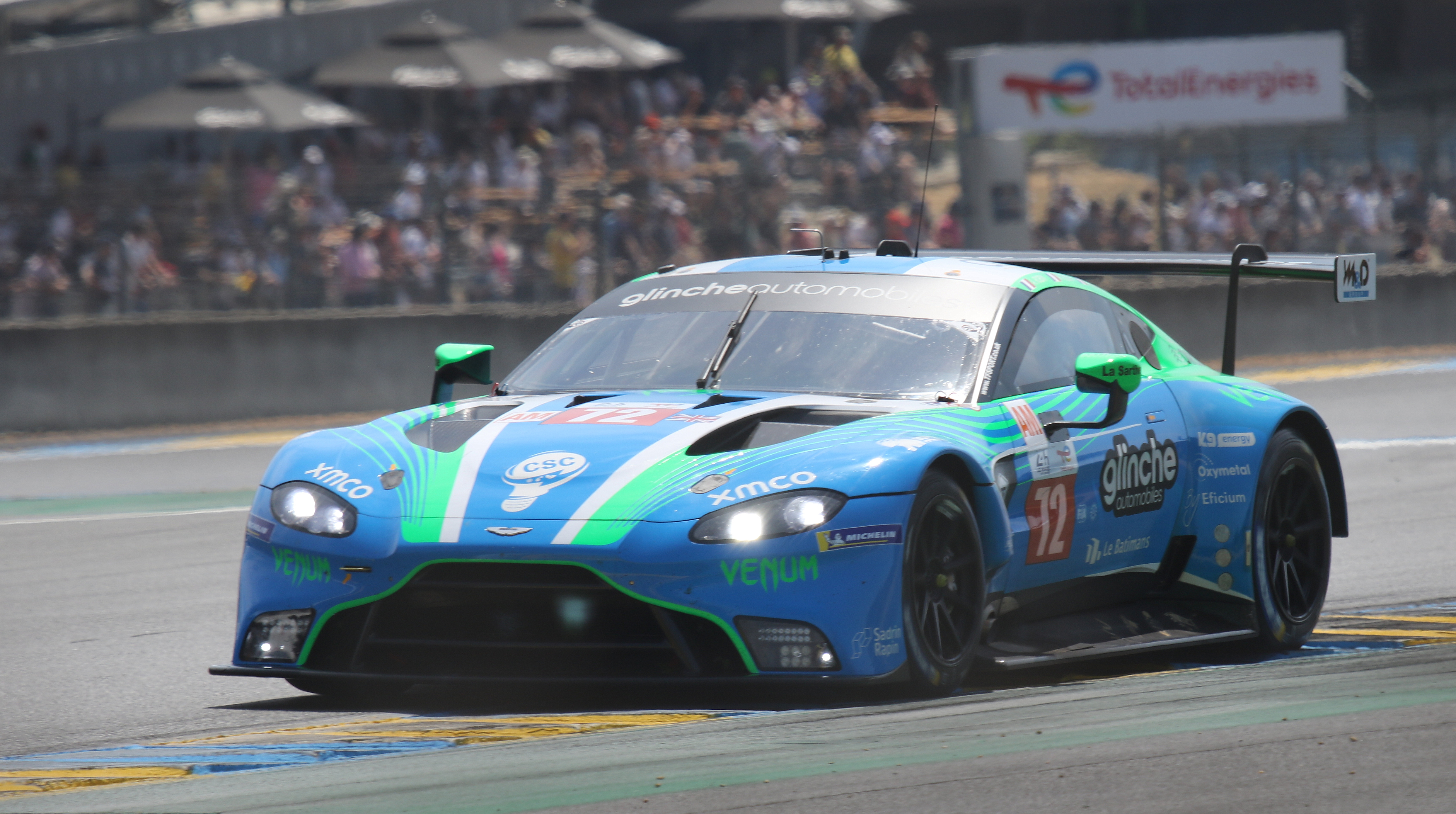
L'Aston Martin Vantage AMR de l'écurie TF Sport aux 24 Heures du Mans

En 2023, Arnold Robin change de constructeur, de championnat et de catégorie en s'engageant avec l'écurie britannique TF Sport afin de participer à l'European Le Mans Series au volant d'une Aston Martin Vantage AMR avec comme coéquipiers les pilotes français Valentin Hasse-Clot (de) et son frère Maxime Robin (de),,. Arnold Robin s’engage également avec l'écurie suisse Racing Spirit of Léman afin de concourir dans le championnat Michelin Le Mans Cup dans la catégorie GT3 au volant d'une Aston Martin Vantage AMR GT3 et avec comme coéquiper Valentin Hasse-Clot (de). En montant cinq fois sur le podium, dont une fois sur la plus haute marche, Arnold Robin remporte le titre « pilotes » GT3 du championnat Michelin Le Mans Cup. De plus, la saison a été agrémentée d'une participation aux 24 Heures du Mans avec le même équipage que pour l'European Le Mans Series, à la suite de la sélection de l'Aston Martin Vantage AMR de l'écurie TF Sport par les orgnisateurs,.
En 2024, après une saison au sein de l'écurie britannique TF Sport dans le championnat European Le Mans Series, Arnold Robin s'engage avec l'écurie française Akkodis ASP Team afin de participer au Championnat du monde d'endurance dans la catégorie LMGT3 au volant d'une Lexus RC F GT3 avec comme coéquipiers le sud-africain Kelvin van der Linde et le pilote russe Timur Boguslavskiy.

## Palmarès

### Résultats aux24 Heures du Mans
| Année | Écurie              | Copilotes                                  | Voiture                  | Classe | Tours | Pos. | Class Pos. |
| ----- | ------------------- | ------------------------------------------ | ------------------------ | ------ | ----- | ---- | ---------- |
| 2021  | SO24-DIROB By Graff | Vincent Capillaire Maxime Robin (de)       | Oreca 07 - Gibson        | LMP2   | 352   | 19e  | 14e        |
| 2023  | TF Sport            | Valentin Hasse-Clot (en) Maxime Robin (de) | Aston Martin Vantage AMR | LMGTE  | 58    | Abd. | Abd.       |

### Résultats aux24 Heures de Spa
| Année | Écurie   | Copilotes                                              | Voiture                | Classe | Tours | Pos. | Class Pos. |
| ----- | -------- | ------------------------------------------------------ | ---------------------- | ------ | ----- | ---- | ---------- |
| 2022  | Team WRT | Ulysse de Pauw (et) Maxime Robin (de) Ryuichiro Tomita | Audi R8 LMS evo II GT3 | GT3    | 528   | 24e  | 2e         |

### Championnat du monde d'endurance FIA
| Année | Écurie           | Voiture        | Classe | Pneus | 1   | 2   | 3   | 4   | 5   | 6   | 7   | 8   | Total | Pos. |
| ----- | ---------------- | -------------- | ------ | ----- | --- | --- | --- | --- | --- | --- | --- | --- | ----- | ---- |
| 2024  | Akkodis ASP Team | Lexus RC F GT3 | LMGT3  | G     | QAT | IMO | SPA | LMS | SÃO | CDM | FUJ | BHR | *     | *    |

* Saison en cours.

### European Le Mans Series
| Année | Écurie       | Voiture                  | Moteur                         | Classe      | 1        | 2     | 3     | 4     | 5     | 6      | Total | Pos. |
| ----- | ------------ | ------------------------ | ------------------------------ | ----------- | -------- | ----- | ----- | ----- | ----- | ------ | ----- | ---- |
| 2020  | Graff Racing | Ligier JS P320           | Nissan VK56 5,6 l V8 Atmo      | LMP3        | LEC 5    | SPA 4 | LEC 8 | MON 5 | POR 4 |        | 42    | 7e   |
| 2021  | Graff Racing | Oreca 07                 | Gibson GK428 4,2 l V8 Atmo     | LMP2 Pro/Am | BAR 5    | RBR 7 | LEC 5 | MON 8 | SPA   | POR 4  | 46    | 9e   |
| 2023  | TF Sport     | Aston Martin Vantage AMR | Aston Martin 4,0 l V8 Bi-Turbo | LMGTE       | LEC Abd. | IMO 7 | MON 5 | BAR 6 | SPA 5 | POR 10 | 28    | 10e  |

* Saison en cours.

### Michelin Le Mans Cup
| Année | Écurie                     | Châssis                      | Moteur                      | Classe | 1     | 2     | 3      | 4     | 5     | 6     | 7     | Position | Points |
| ----- | -------------------------- | ---------------------------- | --------------------------- | ------ | ----- | ----- | ------ | ----- | ----- | ----- | ----- | -------- | ------ |
| 2022  | Belgian Audi Club Team WRT | Audi R8 LMS Evo II           | Audi 5,2 L V10 Atmo         | GT3    | BAR   | IMO   | LMS 2  | LMS 2 | MON   | SPA   | POR   | *        | *      |
| 2023  | Racing Spirit of Léman     | Aston Martin Vantage AMR GT3 | Aston Martin 4,0 L V8 Turbo | GT3    | BAR 1 | LMS 3 | LMS 13 | LEC 2 | ARA 3 | SPA 5 | POR 2 | 1re      | 97     |